# Koprofagija
Koprofagija je prehranjevanje z iztrebki. Beseda izvira iz grškega jezika, kjer κόπρος (copros) prevajamo kot iztrebek (izloček) in φαγεῖν (phagein) kot jesti, se prehranjevati. Z izrazom koprofagija označujemo veliko različnih tipov prehranjevanja z iztrebki, kot je denimo uživanje izločkov drugih vrst (heterokoprofagija), drugih organizmov (alokoprogafija) in lastnih iztrebkov (avtokoprofagija), pri čemer organizem slednje zaužije takoj po iztrebljanju (defekaciji) ali kar neposredno iz zadnjika (anus).
Pri ljudeh so koprofagijo prvič opisali v poznem devetnajstem stoletju pri posameznikih z duševnimi motnjami in nekonvencionalnimi spolnimi privlačnostmi. Koprogafija je normalen prehranjevalni pojav mnogih drugih živalskih vrst, med katerimi so dobro poznani lagomorfi (zajci in žvižgači), ki se vedenjskega vzorca poslužujejo, da bolje izkoristijo hranila, shranjena v težko prebavljivi rastlinski hrani. Z zaužitjem iztrebkov namreč hrana dvakrat preide prebavno cev in se na tak način sprosti več uporabnih snovi. Obstajajo tudi določene živalske vrste, ki se h koprofagiji obrnejo v izjemnih primerih.

## Koprofagija pri ljudeh

### Kot sredstvo v medicini
Pred stoletji naj bi takratni zdravniki okušali iztrebke svojih bolnikov, kar naj bi jim omogočilo boljšo oceno človekovega zdravstvenega stanja. Iztrebkom so pripisovali tudi zdravilne lastnosti. Beduini so sveže in še tople kamelje iztrebke priporočali kot zdravilo proti griži (dizenteriji). Domnevno učinkovitost (pripisujejo jo proteinazi subtilizinu, ki ga tvorijo paličaste bakterije, bacili, rodu Bacillus) so anekdotično potrdili nemški vojaki v Afriki, med drugo svetovno vojno.

### Kot parafilija
Koprofilija je posebni tip parafilije (spolne fantazije ali prakse), kjer je objekt spolnega zanimanja iztrebek, pogosto pa je tesno povezana s koprofagijo. Občasno je koprofagijo mogoče zaslediti tudi v pornografiji, kjer jo navadno označujejo z angleškim izrazom scat. Književno delo Sto dvajset dni Sodome (The 120 Days of Sodom) je leta 1785 napisal Marquis de Sade in v njem zelo nazorno prikazal erotično sadomazohistično koprofagijo. Koprofagija je bila opažena tudi pri nekaterih ljudeh, pri katerih sta bili prepoznani bodisi shizofrenija bodisi pica ali perverzija teka (težnja po zaužitju neužitnih snovi).

## Koprofagija pri drugih živalih

### Nevretenčarji
Med nevretenčarji so številne žuželke, ki jih uvrščamo med koprofage, ker se prehranjujejo z iztrebki velikih živali in jih ponovno prebavljajo. Visok delež deloma razgrajenih delcev vsebujejo iztrebki velikih rastlinojedov, katerih prebavni sistem ni dovolj učinkovit za celostni izkoristek hrane. Poznanih je tisoče vrst koprofagnih žuželk, še posebej pa izstopata redova dvokrilcev (Diptera) in hroščev (Coleoptera). Koprofagni muhi sta denimo vrsti govnarica (Scathophaga stercoraria) in Sepsis cynipsea, obe spadata med evropske muhe, ki se prehranjujejo s kravjimi iztrebki.
Pogoste žuželke, ki uživajo živalske iztrebke, so tudi raznoliki koprofagni hrošči, kamor uvrščamo družino hroščev govnačev (Geotrupidae). Koprofagni hrošči so raznolika skupina, katere predstavniki se hranijo s tekočim delom sesalčjih iztrebkov, v katerem se nahaja veliko mikroorganizmov. Dobro poznana značilnost govnačev so krogle, zgrajene iz pretežno rastlinskih vlaken živalskih iztrebkov, kamor hrošči odlagajo svoja jajčeca. Pojav koprofagije so opazovali tudi pri termitih, ki zaužijejo iztrebke drugih posameznikov lastne vrste, da s tem pridobijo simbiontske protiste zadnjega dela črevesja. Protisti termitom omogočajo razgrajevanje celuloze.

### Vretenčarji
Koprofagija se pojavlja pri nekaterih udomačenih in prostoživečih sesalcih, četudi je pogostost pojavljanja in odstotni delež prehrane raznolik. Takšni so denimo psi, ki jim ob prehrani, temelječi na predelani suhi hrani, primanjkuje določenih prebavnih encimov. Slednje lahko pridobijo s pomočjo zaužitja lastnih iztrebkov (običajno se hranijo z relativno svežimi iztrebki).
Med najbolje poznane koprofagne sesalce sodijo lagomorfi, kamor uvrščamo zajce, kunce in žvižgače. Lagomorfi proizvajajo dva tipa iztrebkov; trde in mehke (tako imenovane cecotrope). Cecotrope ti sesalci ponovno zaužijejo, da se iz njih sprostijo nadaljnja hranila in koristne bakterijske učinkovine. Iztrebki lagomorfov, ki sestojijo iz rastlinskih tkiv in se kopičijo v slepem črevesu (cekumu), kamrici med debelim in tankim črevesom, so polni velikih količin simbiotskih bakterij, ki pomagajo pri razgradnji celuloze in proizvajajo določene vitamine kompleksa B. Po iztrebljanju (ekskreciji) lagomorfi cecotrope v celoti znova zaužijejo in zatem vnovično prebavijo v posebnem predelu želodca. Pojav koprofagije pri lagomorfih temelji na podobnem načelu kot prežvekovanje nekaterih kopitarjev (denimo goveda in ovac).
Koprofagijo izvajajo tudi mladiči slonov, pand, koal in povodnih konjev, ki zaužijejo iztrebke svojih mater ali drugih odraslih živali črede, da s tem pridobijo nujne simbiotske bakterije za nemoteno prebavo rastlinskega materiala normalne prehrane. Tovrstni mladiči imajo namreč ob rojstvu sterilno črevesje, v katerem ni potrebnih simbiontov, ki bi omogočali zgolj rastlinsko prehrano. Bakterijski črevesni simbionti igrajo pomembno vlogo pri hrčkih, morskih prašičkih, činčilah in golih peskarjih (Heterocephalus glaber), ki se prehranjujejo z lastnimi iztrebki, ker so ti vir vitaminov B in K, nastalih kot posledica bakterijskega delovanja. Poznanih je nekaj primerov goril in šimpanzov, ki so zaužili svoje iztrebke, kar strokovnjaki pripisujejo dolgčasu, želji po topli hrani ali nagonu, da bi živali ponovno prebavile semena iz iztrebkov.